# Lipogramme

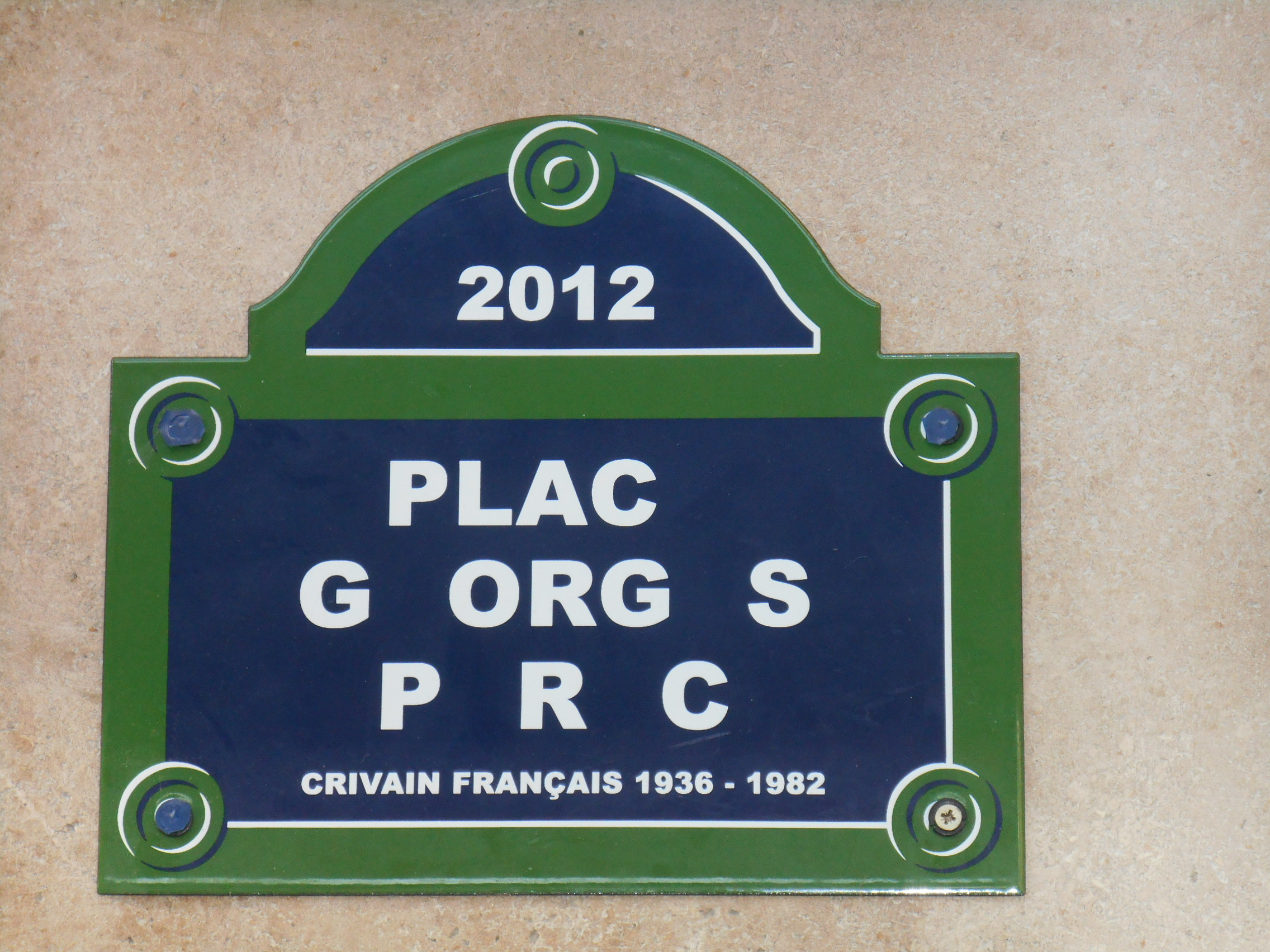
Hommage à La Disparition de « G org s P r c ».

Le lipogramme (substantif masculin), du grec leipogrammatikos, de leipein (« enlever, laisser ») et gramma (« lettre ») : « à qui il manque une lettre », est une figure de style qui consiste à produire un texte d’où sont délibérément exclues certaines lettres de l’alphabet.

## Exemples
- La Disparition de Georges Perec (1969) ne comporte jamais la lettre e. C'est sans doute le lipogramme le plus connu de la langue française. Exemple des pages 60 à 61 (éditions Denoël) :

« Là où nous vivions jadis, il n’y avait ni autos, ni taxis, ni autobus : nous allions parfois, mon cousin m’accompagnait, voir Linda qui habitait dans un canton voisin. Mais, n’ayant pas d’autos, il nous fallait courir tout au long du parcours ; sinon nous arrivions trop tard : Linda avait disparu.

Un jour vint pourtant où Linda partit pour toujours. Nous aurions dû la bannir à jamais ; mais voilà, nous l’aimions. Nous aimions tant son parfum, son air rayonnant, son blouson, son pantalon brun trop long ; nous aimions tout.

Mais voilà tout finit : trois ans plus tard, Linda mourut ; nous l’avions appris par hasard, un soir, au cours d’un lunch. »

- Voyage autour du monde, sans la lettre A de Jacques Arago (1853), est un lipogramme en a. Exemple des premières lignes[1] :

« Chère bonne, vous êtes bien impérieuse, bien despote, comment voulez-vous qu’une plume docile inscrive ici, sur votre ordre, un récit fidèle des vicissitudes de nos courses, puisque je dois subir le frein qui m’est si cruellement imposé ? Que désire le coursier numide ? Les brumeux horizons, les steppes et le désert : prêtez-moi donc plus de liberté, si vous voulez que je n’oublie rien des périlleuses difficultés de cette route si longue et si rude qu’on nous prescrit de sillonner. »

- La Pièce sans A de Joseph-Raoul Ronden (1816) est un lipogramme en a[2]. Exemple de la première scène :

« Léonore, dont le dix huitième printemps vient de commencer, conserve encore l'heureuse simplicité de l'innocence. Son cœur est encore exempt de trouble et nul homme ne lui semble mériter ni distinction ni préférence. »

- Contes sans qui ni que de Henry de Chenevières.

- Gadsby: A Story of Over 50,000 Words Without Using the Letter "E" de Ernest Vincent Wright (1939) est un roman écrit en anglais ne comportant pas la lettre « e ».

- Les Gedichte ohne den Buchstaben R (Berlin, 1788), de Gottlob Burmann : un recueil de 130 poèmes lipogrammatiques omettant la lettre r[3]
- Série de textes dans L'Echo Pontoisien, à partir du 24/01/1895

## Définition

### Définition linguistique
Le lipogramme est l’effacement pur et simple d’une lettre (voyelle ou consonne). Par extension on désigne également le résultat de ce procédé par un genre textuel propre au mouvement de L’Oulipo. Il s’agit selon les termes oulipiens d’une contrainte que Paul Fournel dans Clefs pour la littérature potentielle - qui en a d’ailleurs expérimenté la difficulté avec la lettre w - définit par deux points :

« Toute la difficulté réside dans la lettre que l’on choisit de supprimer et dans la longueur du texte. »

Cependant, le lipogramme peut ne pas se fonder sur la suppression d’une lettre, mais également s’étendre à l’effacement d’autres mots grammaticaux, comme les pronoms relatifs que et qui, contrainte que Henry de Chenevières s’est proposé d’expérimenter dans ses contes. On peut imaginer également des lipogrammes sans adjectif, sans noms propres… Le roman Le Train de Nulle Part de Michel Dansel (publié sous le pseudonyme de Michel Thaler) ne comporte aucun verbe.
Il existe deux variantes du lipogramme, selon l’emploi des voyelles : un lipogramme qui n’utilise qu’une des six voyelles de l’alphabet s’appelle un monovocalisme et celui qui en utilise seulement deux un bivocalisme.

### Définition stylistique
Pour l’Oulipo, la contrainte lipogrammique permet d’exalter l’imagination, que résume Perec en ces mots « … qu’a contrario tout mot soit produit sous la sanction d’un tamis contraignant… ».
Les effets visés sont multiples : effets rythmiques, comiques, ironiques. La déconstruction du langage est l’effet majeur recherché ; l’auteur semble créer un langage propre à son univers.
Mais le lipogramme ne signifie pas seulement une liberté avec la langue ; il conduit souvent à, en cascade, une restructuration globale du discours, qui est la finalité même du travail de Georges Perec dans La Disparition :

« L’ambition du Scriptor [celui qui écrit], son propos, disons son souci, son souci constant, fut d’abord d’aboutir à un produit aussi original qu’instructif, à un produit qui aurait, qui pourrait avoir un pouvoir stimulant sur la construction, la narration, l’affabulation, l’action, disons, d’un mot, sur la façon du roman d’aujourd’hui »

On peut citer notamment : la construction des propositions, l’effet sur le choix des temps, sur l’emploi de certains mots, les phénomènes de détermination du groupe nominal, l’effet sur la réception par l’interlocuteur également.
Stylistiquement, le lipogramme est considéré comme un jeu de mots, proche d’autres figures comme l’acrostiche ou le tautogramme.

## Genres concernés
Les lipogrammes les plus célèbres sont dus à l’écrivain Georges Perec, pour ses romans La Disparition (écrit sans utiliser la lettre e) et Les Revenentes (dans lequel e est la seule voyelle utilisée, on parlera alors de tautogramme ou de monovocalisme et non de lipogramme). La Disparition a été traduit en une douzaine de langues (anglais, espagnol, allemand, russe, italien, etc.), Les Revenentes en anglais, et leurs traductions sont aussi des lipogrammes dans ces langues. En espagnol, cependant, du fait de contraintes liées à la langue, la traduction de La Disparition omet non pas le e mais le a. En russe, la traduction de La Disparition omet le « o », la voyelle la plus fréquente dans cette langue.
Certains lipogrammes « traduisent » en vers des poèmes célèbres. On en trouve huit au chapitre 10 de La Disparition de Georges Perec ; les rimes féminines (comportant la lettre e) sont exclues par définition, mais les rimes sont parfaites et la rythmique irréprochable.
Le record du plus long lipogramme versifié en e a vraisemblablement été battu en 2006 : la traduction par Jean-Louis Bailly des cinquante-sept quintils de la Chanson du mal-aimé d’Apollinaire.
Chaque lettre ayant une fréquence d’utilisation propre, dans chaque langue, certaines omissions sont plus aisément réalisées que d’autres.
Des auteurs modernes comme Paul Valéry ou Stéphane Mallarmé emploient le lipogramme comme un jeu sur la créativité du poète.
Enfin, il est à noter que certains jeux et tests d’aptitude verbale s’inspirent du procédé du lipogramme : les tautogrammes ou les pangrammes notamment proviennent historiquement de la contrainte lipogrammique. Des jeux très anciens comme celui du Marché du Padi-Pado sont des lipogrammes avant l’heure : à la question « Qu’as-tu acheté au marché ? » le joueur doit donner le nom de produits ne comportant ni de i ni de o, d’où le nom du jeu.

## Historique de la notion
Le plus ancien auteur de lipogrammes (ou lipogrammatiste) est Lasos d’Hermione (VIe siècle av. J.-C.), dont Georges Perec affirme qu’il composa deux poèmes sans utiliser la lettre sigma. Au cours des premiers siècles de notre ère, plusieurs poètes de langue grecque composent des épopées lipogrammatiques : ainsi Nestor de Laranda compose une Iliade (sur le modèle de celle d'Homère) dont le premier livre ne contient aucun alpha, le deuxième aucun bêta, et ainsi de suite. En France, Salomon Certon publia d'intéressants Vers leipogrammes en 1620, une série de sonnets évitant chacun l'une des lettres de l'alphabet.
Plus récemment, lorsqu’à un certain degré d'évolution des machines à écrire, imprimantes et ordinateurs, il n’était pas possible de composer à l’aide de caractères accentués, on s’efforçait parfois de rédiger des présentations en lipogrammes excluant ces dernières.
Pour P. Bacry, le lipogramme est une figure d’organisation du discours essentiellement parodique, il cite la reprise du poème de Baudelaire Les Chats, sans le recours à la lettre e par Georges Perec. Le lipogramme est avant tout, donc, une « imitation » se voulant créatrice d’un autre sens.

### Figures proches
- Figure « mère » : jeu de mots
- Figures « filles » : Monovocalisme, Contrainte du prisonnier, Beau présent
- Paronymes : aucun
- Synonymes : effacement de lettres
- Antonymes : aucun

## Domaines transverses

### En histoire des langues
La plupart des langues artificielles sont en fait des lipogrammes. Une nouvelle langue espérant rencontrer le succès auprès de certaines catégories de locuteurs évitera l’emploi de tel ou tel son. Si les créateurs de cette langue choisissent d’écrire cette dernière dans un alphabet préexistant, ils en élimineront alors certaines lettres. Cette écriture lipogrammique peut rendre plus difficile la reconnaissance des racines des mots.
De façon plus générale, si l’on considère l’ensemble des lettres utilisées dans le monde, on peut même considérer que tout langage écrit est lipogrammatique : l’hébreu n’utilise pas les lettres de l’alphabet glagolitique, les langues latines n’utilisent pas les hiéroglyphes, etc.

### Lipogrammes et mots croisés
Par extension, des recherches ont été faites sur des contraintes lipogrammatiques appliquées aux mots croisés. Il est ainsi aujourd’hui établi qu’en langue française, existent uniquement 23 mots croisés carrés (mêmes mots dans le sens de haut en bas que dans celui de gauche à droite)

lipogrammes en e de taille 7 × 7.
Dans le roman en pastiches Le Degré suprême de la tendresse de Héléna Marienské, la partie en hommage à Georges Perec est un lipogramme en e. On y trouve en particulier un mot croisé érotique et lipogrammatique en e.

### En pédagogie
Le lipogramme est une activité phare des programmes d’enseignement du français, en raison de sa liberté de restructuration du discours. Il permet également aux élèves, même aux plus jeunes (maternelle et école élémentaire) de s’initier à la permutation grammaticale et aux jeux de mots.

#### Exemples de lipogrammes
- Lipogrammes pastichant de célèbres auteurs francophones :
  - Saint-Exupéry
  - Proust
  - Cioran
  - La Chanson du Mal-aimé d’Apollinaire pastichée en La Chanson du Mal-aimant par Jean-Louis Bailly
- Lipogrammes dans d’autres langues :
  - Concours de Noël : le commencement, la fin, l’explication ; hommage à l’Oulipo par Criminal Brief